# Fritz Rueb
Friedrich „Fritz“ Alfons Rueb (* 16. Juli 1925 in Schönau im Schwarzwald; † 10. Januar 2015 ebenda) war ein deutscher Segelflieger und Motorsegelflieger.

## Leben
Fritz A. Rueb legte im Alter von 13 Jahren die A-Gleitflieger-Prüfung ab und war damals Deutschlands jüngster Segelfliegerpilot. In den folgenden Jahren nahm er mit seinen selbst optimierten Flugzeugen an nationalen und internationalen Meisterschaften teil, flog Europa- und Welt-Rekorde und war der erste Segelflugpilot, der das 1000-Kilometer-Dreieck über dem afrikanischen Kontinent flog.
1949 gründete er die Firma FRISETTA, die heute einerseits als Ranir GmbH Kunststoffspritzgussteile sowie Bürsten, hauptsächlich für die Mundhygiene produziert, andererseits als Nilit Plastics Europe GmbH & Co. KG Polyamid compoundiert. Er hat mehrere Patente für Produkte und Verfahren im Laufe der Jahre auf seinen Namen angemeldet und registriert.
Fritz A. Rueb wurde wegen seiner Verdienste für die Stadt Schönau im Schwarzwald und die umliegende Region 1989 mit der Bürgermedaille der Stadt Schönau im Schwarzwald, 1991 mit der Wirtschaftsmedaille des Landes Baden-Württemberg und 1999 als Ehrenbürger der Stadt Schönau im Schwarzwald geehrt.

## Erfolge
- sieben Weltrekorde
- dreimal Europameister
- sechsmal Deutscher Meister
- zwölf deutsche Rekorde[1]